# Ross Rebagliati
Ross Rebagliati (Vancouver, 14 luglio 1971) è uno snowboarder canadese.
Dopo aver vinto la gara nello snowboard - slalom gigante alle Olimpiadi invernali di Nagano 1998, il Comitato Olimpico Internazionale gli tolse inizialmente tolto la medaglia d'oro a causa della positività alla cannabis in un test antidoping, che fu poi annullato da una corte d'appello due giorni dopo, restituendo la medaglia temporaneamente assegnata all'italiano Thomas Prugger, secondo classificato. Da quando si è ritirato dallo snowboard, Rebagliati è diventato un imprenditore nel settore della cannabis.

## Biografia
Nato nella Columbia Britannica, iniziò a praticare lo snowboard all'età di 15 anni, vincendo poi i campionati canadesi e statunitensi di snowboard amatoriale nel 1990. Diventato professionista nel 1991, vinse il Mount Baker Banked Slalom nel 1992, gli U.S. Open nel 1994 e il Campionato Europeo nel 1994. Nel 1996 ha vinto lo slalom supergigante di Coppa del Mondo a Whistler.
Lo snowboard fu introdotto come disciplina olimpica alle Olimpiadi invernali di Nagano 1998, in Giappone. Rebagliati vinse la prima medaglia d'oro nello slalom gigante maschile; tuttavia, a seguito di un test antidoping, gli furono riscontrati 17,8 ng/mL di metaboliti di THC nelle sue urine, leggermente superiori alla soglia di 15 ng/mL utilizzata dalla Federazione Internazionale di Sci. Il comitato esecutivo del Comitato Olimpico Internazionale (CIO) votò 3-2 per squalificarlo dalle competizioni l'11 febbraio 1998, ma l'Associazione Olimpica Canadese fece immediatamente ricorso: Rebagliati ammise di aver fatto uso di cannabis nell'aprile 1997, ma disse che la positività al test era dovuto probabilmente a un'esposizione al fumo passivo durante una festa a cui aveva partecipato otto giorni prima della gara e dopo che per mesi e mesi non l'aveva fumata. Il 13 febbraio una corte d'appello diede ragione a Rebagliati, restituendogli la medaglia, poiché all'epoca la cannabis non era una sostanza ufficialmente vietata dal CIO, ma solamente sottoposta a restrizione. Rebagliati è apparso subito dopo al Tonight Show con Jay Leno per parlare della vicenda, mentre il Saturday Night Live lo ha deriso in uno sketch comico, aumentando ulteriormente la sua fama. Prima di lasciare il Giappone, Rebagliati fu interrogato dalla polizia per sette ore perché sospettato di aver commesso un reato di droga, ma non fu mai formalizzata alcuna accusa. Nell'aprile 1998, due mesi dopo l'incidente del test antidoping a Nagano, il CIO vietò ufficialmente l'uso della cannabis: il New York Times soprannominò la decisione come la "regola di Ross Rebagliati". In seguito, gli fu vietato l'ingresso negli Stati Uniti e fu inserito nella "No Fly List" creata in seguito agli attentati dell'11 settembre 2001: questo gli impedì di partecipare a future competizioni come gli X Games, cosa che secondo Rebagliati danneggiò gravemente la sua carriera nello snowboard. Nel 2013 il limite del metabolita del THC per gli atleti olimpici è stato innalzato a 150 ng/mL, in modo da rilevare solo l'intossicazione corrente.
Dopo le Olimpiadi del 1998, Rebagliati divenne un convinto sostenitore e imprenditore della cannabis. È stato anche coinvolto in progetti di sviluppo immobiliare multimilionari in tutta la Columbia Britannica, oltre che nell'edilizia residenziale. Rebagliati è stato oggetto di una pagina intera nell'edizione del 14 luglio 2008 di Sports Illustrated, che ha tracciato un profilo della sua vita dopo la vittoria olimpica. Come membro della Make-a-Wish Foundation, Ross ha contribuito a esaudire i desideri di bambini che vivono in luoghi lontani come la Florida. Ross ha collaborato con altri enti di beneficenza, tra cui il Whistler Rotary Club, la BC Sports Hall of Fame, Big Brothers of Greater Vancouver, Kids Help Phone e la Whistler Blackcomb Foundation.
Il 23 ottobre 2009, Rebagliati annunciò di volersi candidare alle elezioni federali come rappresentante del Partito Liberale per la regione di Okanagan-Coquihalla, nella Columbia Britannica; all'epoca, però, gli osservatori politici suggerirono che questa avrebbe potuto essere una sfida difficile per l'ex olimpionico, dato che il seggio era occupato dal ministro del Commercio internazionale Stockwell Day: alla fine Rebagliati rinunciò, dato che le sue attività imprenditoriali lo portarono a casa a Whistler. Durante le elezioni federali canadesi del 2015, Rebagliati commentò che non vedeva l'ora che il nuovo governo liberale mantenesse la promessa di legalizzare la marijuana in Canada, dichiarando di ritenere che la cannabis sia un farmaco che migliora le prestazioni, in quanto "ti mette in un momento" e "ti fa entrare in una zona in cui puoi dare il 110%" e sottolineando i benefici del CBD, tra cui le sue proprietà antinfiammatorie e che "ha un effetto calmante che riduce lo stress e l'ansia, altre due realtà dell'essere un atleta".

## Opere
- Off the Chain: An Insider's History of Snowboarding, Greystone Books, 2009, ISBN 978-1-55365-487-2.